# Heimentgelt
Heimentgelt  ist ein Begriff aus dem Recht der  Pflegeversicherung. Es umfasst die Gesamtheit der Entgelte, die der Bewohner einer voll- oder teilstationären Pflegeeinrichtung für die Überlassung des Wohnraums, für die Verpflegung, für die Pflege- und Betreuungsleistungen, für die Investitionskosten, die Ausbildung der Auszubildenden sowie für eventuelle Zusatzleistungen an das Pflegeheim zu zahlen hat.
Der Begriff ist nicht üblich bei Entgelten für Wohnheime und andere vollstationäre Einrichtungen für behinderte Menschen, Einrichtungen der stationären Heimerziehung und Heime für alte, aber nicht pflegebedürftige Personen.

## Kostenpunkte

### Pflegevergütung
Die Pflegevergütung nach § 82 Abs. 1 Nr. 1 SGB XI ist für die Pflegeleistungen der Pflegeeinrichtung zu zahlen, die zur Versorgung der Pflegebedürftigen nach Art und Schwere ihrer Pflegebedürftigkeit erforderlich sind (allgemeine Pflegeleistungen), ferner für die soziale Betreuung und für eine nötige medizinische Behandlungspflege, soweit diese nicht von der Krankenversicherung zu leisten ist. Die Pflegevergütung für Pflegeheime wird Pflegesatz genannt. Sie ist von den Pflegebedürftigen zu tragen und wird von deren Kostenträgern (i. d. R. den Pflegekassen) bezuschusst; die Pflegekassen übernehmen die monatlichen Pflegekosten nur bis zu bestimmten Höchstbeträgen, die nach dem Maß der Pflegebedürftigkeit (Pflegegrad) gestaffelt sind.
Die Pflegeversicherung zahlt pauschale und begrenzte Beträge ausschließlich für die Pflegekosten in einem Pflegeheim (für den Pflegeaufwand, die medizinische Behandlungspflege und die soziale Betreuung) (Teilkasko-Versicherung).
Die tatsächlich anfallenden Kosten für den Aufenthalt in einem Pflegeheim (Gesamtheimentgelte nach § 87a SGB XI) werden so nicht abgedeckt.
Seit dem 1. Januar 2017 werden die Leistungen nicht mehr nach (den bis dahin geltenden) drei Pflegestufen, sondern entsprechend fünf Pflegegraden gewährt (siehe Pflegeversicherung):
Für die stationäre Pflege in einem Pflegeheim zahlt die Pflegeversicherung folgende Beträge:
- bei Pflegegrad 1: 125 Euro
- bei Pflegegrad 2: 770 Euro
- bei Pflegegrad 3: 1262 Euro
- bei Pflegegrad 4: 1775 Euro
- bei Pflegegrad 5: 2005 Euro[3][4]

Die Gesamtentgelte nach § 87a SGB XI, die für einen Pflegeplatz in einem Pflegeheim in Rechnung gestellt werden, liegen jedoch erheblich höher, denn sie enthalten:
- die Pflegesätze, also die nach jeweiligem Pflegegrad unterschiedlichen Entgelte, die vom Pflegebedürftigen für die (teil-)stationäre Pflege, für die soziale Betreuung oder medizinische Behandlungspflege aufzubringen sind (§ 84 Abs. 1 SGB XI)[5]
- den einrichtungseinheitlichen Eigenanteil (EEE) (d. h. die Differenz zwischen dem vom Pflegeheim erhobenen Pflegesatz und dem von der Pflegekasse gezahlten – und weit darunter liegenden - Betrag. Diese ‚Lücke‘ muss von der/dem zu Pflegenden selbst getragen werden)
- die Kosten für Unterkunft und Verpflegung („Hotelkosten“),
- die Investitionskosten und
- die Ausbildungsumlage.[6]

Die Gesamtentgelte für einen Pflegeheimplatz lagen somit weit über dem von der Pflegeversicherung gezahlten Beträgen.
Dies waren im Durchschnitt monatlich (Stand: Juli 2020):
- bei Pflegegrad 1: 2444 Euro
- bei Pflegegrad 2: 2785 Euro
- bei Pflegegrad 3: 3277 Euro
- bei Pflegegrad 4: 3790 Euro und
- bei Pflegegrad 5: 4020 Euro

Somit machten die von den Pflegebedürftigen selbst aufzubringenden Eigenanteile einen ganz erheblichen Anteil am Gesamtentgelt aus, die zusätzlich im Laufe der Jahre eine starke Steigerung erfahren haben.
Hinzu kommt, dass die Höhe der Heimentgelte zwischen den einzelnen Bundesländern erhebliche Unterschiede aufweisen.
So reicht die monatliche finanzielle Belastung eines Pflegebedürftigen in der stationären Pflege (Stand: Juli 2020) von 1.436 Euro in Sachsen-Anhalt bis zu 2.405 Euro beim „Spitzenreiter“ Nordrhein-Westfalen. Diese Unterschiede erklären sich aus den Variationen bei Pflegesätzen, Hotelkosten und Investitionskosten.
Bedingt durch die von 1995 bis 2008 gänzlich fehlende und dann völlig unzulängliche Leistungsdynamisierung stiegen die Kosten, die vom Pflegebedürftigen, bzw. dessen nahen Angehörigen (Kindern), bzw. vom Sozialamt/Kriegsopferfürsorge (in dieser Reihenfolge) für die Pflege aufzubringen waren, beständig an.

#### Einrichtungseinheitlicher Eigenanteil für den pflegebedingten Aufwand
Die Leistungen der gesetzlichen Pflegekassen sind für die Pflege, die Betreuung, die medizinische Behandlungspflege und die Ausbildung von Pflegekräften vorgesehen. Die Versicherten müssen einen Eigenanteil entrichten. Mit dem Zweiten Pflegestärkungsgesetz wurde der Eigenanteil für den pflegebedingten Aufwand, der bisher pflegebedarfsabhängig, also je nach Pflegestufe unterschiedlich berechnet wurde, durch einen einrichtungseinheitlichen Satz ersetzt. Dadurch soll erreicht werden, dass alle Bewohner eines Heimes unabhängig von ihrem Pflegegrad den gleichen Betrag bezahlen; so finanzieren Heimbewohner mit niedrigeren Pflegegraden nun die Bewohner in höheren Pflegegraden mit, diese zahlen voraussichtlich weniger.
Der einrichtungseinheitliche Eigenanteil (EEE) wird von Heim zu Heim selbst errechnet, ist aber für die einzelne Einrichtung einheitlich. Er soll nach Schätzungen des Bundesgesundheitsministeriums bei durchschnittlich 580,00 Euro monatlich liegen. Der einrichtungseinheitliche Eigenanteil ist eine rein rechnerische Größe als Zwischenschritt bei der Berechnung der Pflegesätze. Er stellt unausgesprochen auch einen Wettbewerbsfaktor dar.

### Entgelt für Unterkunft und Verpflegung
Das Entgelt für Unterkunft und Verpflegung (so sogenannte „Hotelkosten“) umfassen nach § 82 Abs. 1 Nr. 2 SGB XI insbesondere die Zubereitung und Bereitstellen von Speisen und Getränken;, die Ver- und Entsorgung (Energie, Wasser, Abfall), die Reinigung aller Räumlichkeiten der Einrichtung, die Wartung und Unterhaltung der Gebäude, Einrichtung und Ausstattung, technischen Anlagen und Außenanlagen und die Bereitstellung, Instandhaltung und Reinigung der von der Einrichtung zur Verfügung gestellten Wäsche sowie die Reinigung der persönlichen Wäsche und Kleidung des Pflegebedürftigen.
Diese Kosten für Unterkunft und Verpflegung müssen vom Heim getrennt ausgewiesen werden. Sie werden nicht von den Pflegekassen übernommen und sind von dem Heimbewohner selbst zu tragen.
Im Jahre 2011 lagen nach Angaben des Bundesministeriums für Gesundheit die so genannten „Hotelkosten“ (Unterkunft und Verpflegung) pro Tag/pro Heimbewohner (Durchschnitt Bund) bei 21,66 Euro (wobei die Spanne von 14,88 Euro bis 37,27 Euro reichte).
Auch die Kosten für Unterkunft und Verpflegung werden zwischen den Pflegesatzparteien verhandelt, § 87 SGB XI.

### Ausbildungsvergütung
Die Kosten für die Ausbildung der Auszubildenden in Pflegeheimen sind ebenfalls von den Bewohnern zu tragen, § 82a SGB XI. Grund dafür ist der große Bedarf an neuen Pflegekräften.
In einigen Bundesländern werden die Ausbildungskosten aller im Land in Ausbildung Befindlichen in Pflegeberufen durch eine Pflegeumlage gleichmäßig verteilt. Dies führt dazu, dass nicht ausbildende Betriebe gegenüber den ausbildenden keinen Kostenvorteil mehr haben.

### Entgelt für Investitionskosten
Die Investitionskosten sind die Kosten, die dem Träger von Pflegeeinrichtungen im Zusammenhang mit Herstellung, Anschaffung und Instandsetzung von Gebäuden und der damit verbundenen technischen Anlagen entstehen. Dazu gehören Nutzungsentgelte für abschreibungsfähige Anlagegüter, Zinsen auf Eigen- und Fremdkapital, Bürgschaftsprovisionen sowie Aufwendungen für Abnutzung auf Anlagegüter nach betriebswirtschaftlichen Grundsätzen einschließlich der Instandhaltung und Wiederbeschaffung. In § 82 Abs. 2 Nr. 1, Abs. 3 und Abs. 4 SGB XI ist geregelt, inwieweit Investitionskosten bei den Heimentgelten berücksichtigt werden dürfen.
Die Investitionskosten sind vom Alter und Zustand des Gebäudes abhängig und daher in jeder Einrichtung unterschiedlich hoch. Einer aktuellen Auswertung vom April 2014 zufolge unterliegen die Investitionskosten erheblichen Schwankungen in den einzelnen Bundesländern. Mit im Schnitt 8,65 Euro je Bewohner und Tag zahlen die Patienten in Sachsen-Anhalt nur etwa halb so viel wie Bewohner in Nordrhein-Westfalen, denen täglich 17,46 Euro in Rechnung gestellt werden. Auch die Pflegeheimbetreiber in Thüringen, Sachsen, Brandenburg und Mecklenburg-Vorpommern berechnen ihren Bewohnern im Schnitt weniger als 10 Euro pro Tag und damit deutlich weniger als der im Bundesdurchschnitt veranschlagte Betrag in Höhe von 13,94 Euro. Diese Entgelte tragen ebenfalls die Bewohner.

### Entgelte für Zusatzleistungen
Zusatzleistungen nach § 88 SGB XI sind besondere Komfortleistungen bei Unterkunft und Verpflegung sowie zusätzliche pflegerisch-betreuende Leistungen, die über die notwendigen Pflege- sowie Unterkunfts- und Verpflegungsleistungen hinausgehen. Sie sind individuell vom Pflegebedürftigen wählbar und zwischen dem Pflegebedürftigen und der Pflegeeinrichtung schriftlich zu vereinbaren und vom Pflegebedürftigen zu tragen.

## Staatliche Unterstützungsleistungen
Ist der pflegebedürftige Bewohner nicht in der Lage, den von ihm zu tragenden Teil des Heimentgeltes, also aller Kosten unter Abzug der Leistung der Pflegeversicherung, selbst zu tragen, so gibt es die Möglichkeit, Sozialhilfe zu erhalten.
Diese Hilfe zur Pflege kann dann gewährt werden, wobei ein oft „Taschengeld“ genannter Betrag zur persönlichen Verfügung von 107,73 € (2015) nach § 27 Absatz 2 SGB XI zusätzlich zum Heimentgelt zu berücksichtigen ist. Erforderlich ist aber zudem, dass kein nennenswertes Vermögen zur Verfügung steht, das nach § 90 ff. SGB XII zu berücksichtigen ist. Des Weiteren können Kinder der Bedürftigen grundsätzlich vom Sozialhilfeträger zur Kostentragung herangezogen werden, weil gegen sie Unterhaltsansprüche nach §§ 1601 BGB, 92 SGB XII bestehen.
In nunmehr noch zwei Bundesländern gibt es daneben noch die Möglichkeit, Pflegewohngeld zu erlangen. Dieses ist in seiner Höhe maximal beschränkt auf die Höhe der Investitionskosten und tritt insofern an die Stelle der Sozialhilfe: reicht das Pflegewohngeld aus, um den Bedarf zu decken, so muss keine Sozialhilfe beantragt werden. Die Schonbeträge im Vermögen sind hier höher, und Angehörige, insbesondere Kinder, werden nicht zur Kostentragung herangezogen.

### Leistungszuschlag
Seit 1. Januar 2022 beteiligt sich die Pflegekasse mit einem Leistungszuschlag an den Kosten für Pflegebedürftige in vollstationärer Pflege. Die Höhe des Zuschusses hängt davon ab, wie lange die pflegebedürftige Person bereits in Pflegeheimen lebt.

## Elternunterhalt
Bis Ende 2019 waren die Kinder der pflegebedürftigen Heimbewohner als Nachkommen in gerader Linie verpflichtet, sich bis zu einem Selbstbehalt von 1.800 Euro an den Heimkosten der Eltern zu beteiligen. Seit dem 1. Januar 2020 müssen sich Kinder nur noch ab einem persönlichen Jahresbruttoeinkommen von 100.000 Euro beteiligen. Das Einkommen des Partners wird dabei nicht berücksichtigt.

## Verbraucherschutz
Der Heimträger hat nach § 3 Wohn- und Betreuungsvertragsgesetz (WBVG) den Pflegebedürftigen rechtzeitig vor Abschluss des Heimvertrags in Textform und in leicht verständlicher Sprache über die Höhe des Heimentgelts und über seine Zusammensetzung zu informieren.
Der Verbraucher hat stets nur ein angemessenes Entgelt zu zahlen, jedoch gelten für Bezieher von Leistungen der Pflegeversicherung und Sozialhilfe die Kosten für Unterkunft und Verpflegung, für die Pflege und Ausbildung als angemessen (§ 7 Abs. 2 WBVG), da diese zwischen Unternehmer und den Kostenträgern vereinbart wurden. Im Falle von Sozialhilfe gilt dies auch für die Investitionskosten.
Die Entgelte müssen für alle Bewohner nach einheitlichen Grundsätzen bemessen werden. Unterschiede sind nur möglich, sofern es sich um eine Unterscheidung zwischen geförderten und nicht geförderten Teilen der Einrichtung oder Selbstzahler oder Sozialhilfeempfänger handelt, § 7 Absatz 3 WBVG.
Entgelterhöhungen müssen nach § 9 Absatz 2 WBVG begründet und die veränderten Kostenpunkte unter Nennung des Umlagemaßstabes gegenübergestellt werden.
Solche Entgelterhöhungen sind grundsätzlich zustimmungspflichtig, der Verbraucher kann, wenn er nicht einverstanden ist, nach § 11 Abs. 1 WBVG den Vertrag zum Zeitpunkt des In Kraft Tretens der geplanten Erhöhung kündigen. Dem entgegen ist eine Kündigung des Unternehmers zum Zwecke der Entgelterhöhung ausgeschlossen, § 12 Abs. 1 WBVG.
Bei jeder Entgelterhöhung hat der Verbraucher zudem das Recht, die Angaben des Unternehmers durch Einsicht in die kalkulatorischen Unterlagen zu überprüfen, § 9 Abs. 2 WBVG.
Erbringt der Heimträger die vertraglich vereinbarten Leistungen nachweisbar nicht oder nur mangelhaft, kann der Heimbewohner nach § 10 WBVG das Heimentgelt bis zu sechs Monate rückwirkend in angemessener Höhe kürzen (Entgeltkürzung bei Nichtleistung oder Schlechtleistung). Bei Heimbewohnern, die Sozialhilfeempfänger sind, steht der Kürzungsbetrag bis zur Höhe der erbrachten Sozialhilfeleistungen vorrangig dem Träger der Sozialhilfe zu. Heimbewohner, die Leistungen der Pflegeversicherung in Anspruch nehmen, steht der Kürzungsbetrag bis zur Höhe ihres Eigenanteils selbst zu; ein überschießender Betrag ist an die Pflegekasse auszuzahlen.